# Obelisk des Ruhmes

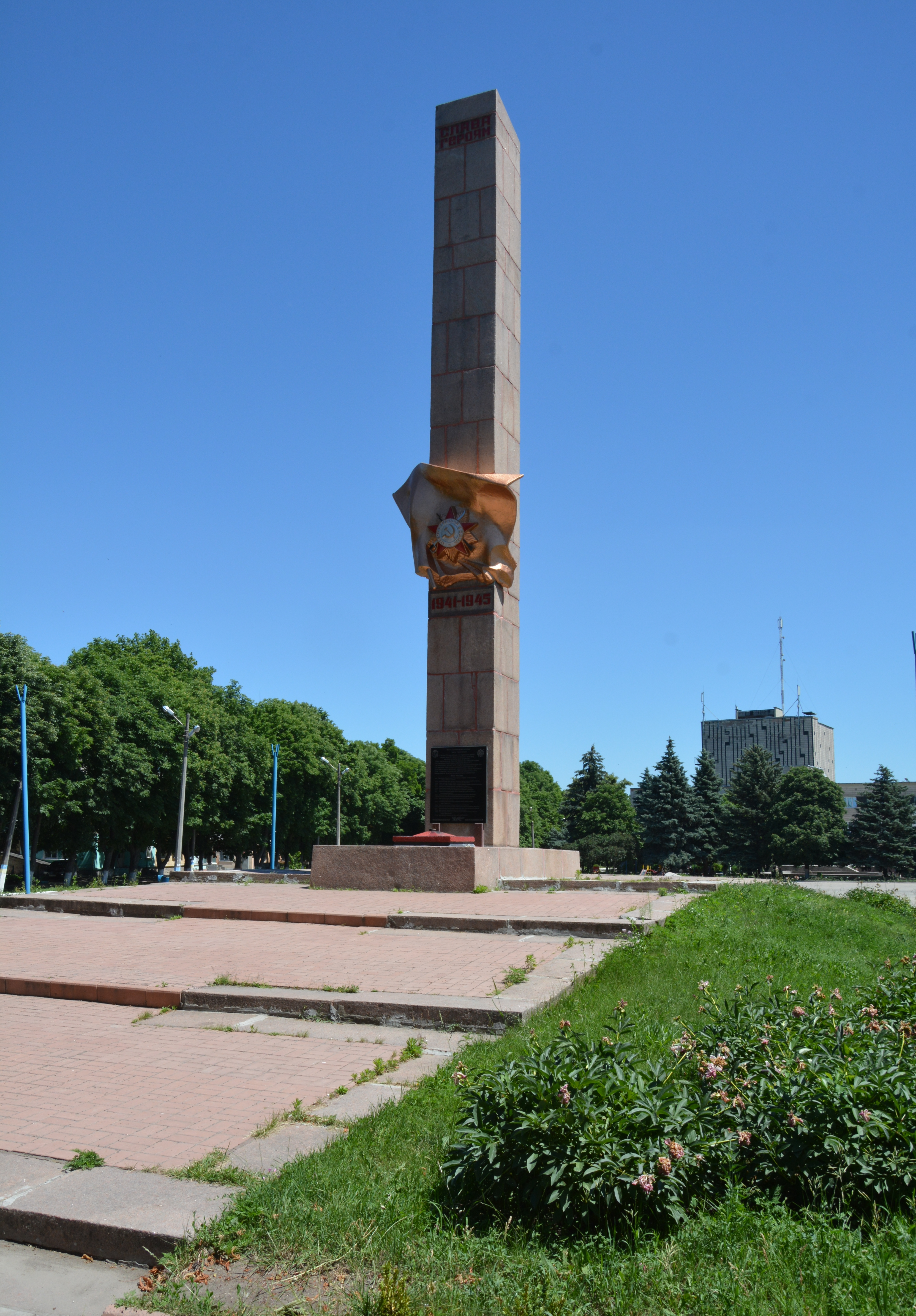
Obelisk des Ruhmes, 2015

Der Obelisk des Ruhms (ukrainisch Обеліск Слави ‚Obelisk Slawi‘) ist ein Militärdenkmal in Snamjanka in der Ukraine. Es ist den Soldaten der 2. Ukrainischen Front gewidmet, die 1943 bei der Befreiung der Stadt starben. 

## Geschichte
Das Denkmal wurde von dem Architekten M. Wolkow und dem Bildhauer W. Schulkin entworfen. Initiator der Installation war der Stadtrat von Snamjanka. Das Objekt wurde 1968 zu Ehren des 25. Jahrestages der Kämpfe um die Stadt im Zweiten Weltkrieg auf einem der vielen Massengräber errichtet.
Im Jahr 2014, während der russischen Annexion der Krim und des Krieges in den östlichen Regionen der Ukraine, sprachen Politiker verschiedener Ebenen unter diesem Obelisken. Die erfolgte ebenso anlässlich der Beerdigung von Wiktor Golij, einem für die Ukraine verstorbenen Lokalhelden, zu dessen Ehren später die Hauptstraße benannt und an seinem Wohnhaus eine Gedenktafel angebracht wurde.
Am 9. Mai 2017 fand die größte Siegesparade in der Geschichte der Stadt statt, bei der die Bürger in der Nähe des Obelisken Blumen an der Ewigen Flamme niederlegten.
Während der russischen Invasion in der Ukraine wurde als Reaktion auf zahlreiche russische Verbrechen an Ukrainern der zentrale Teil des Obelisken im April 2022 in den Farben der ukrainischen Flagge bemalt und nach der Befreiung von Cherson im November 2022 wurden Hammer und Sichel entfernt. Danach wurde der Obelisk erneut bemalt.
Vorschläge zur Anbringung des Wappens der Ukraine auf dem Denkmal nach Kriegsende wurden dem Stadtrat zur Prüfung vorgelegt.

## Bauwerk

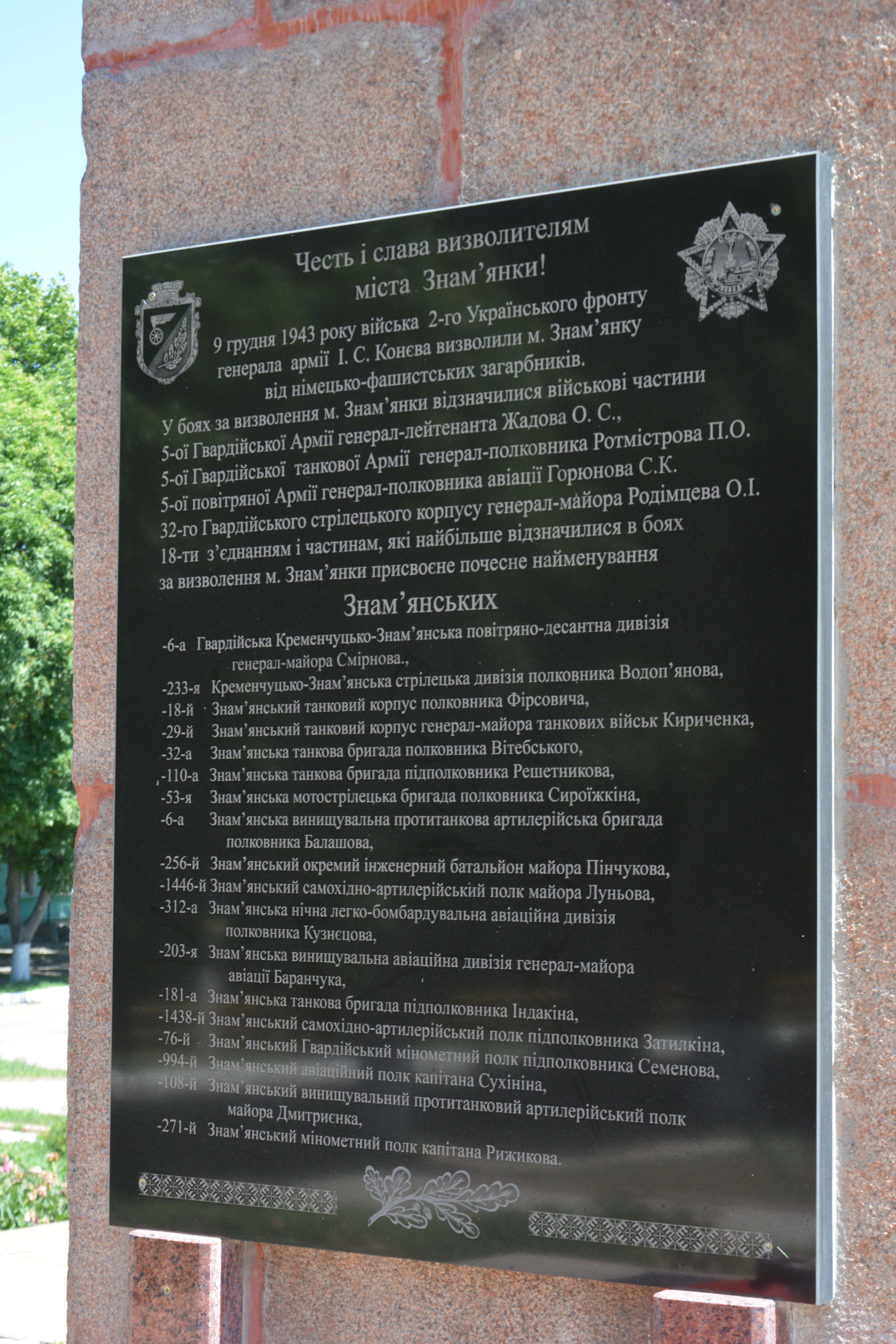
Gedenktafel

Es befindet sich im Stadtzentrum in der Mychajlo-Hruschewskyj-Straße, auf dem Platz, der nach den Helden des Euromaidan benannt ist. Das Denkmal ist ein 14 Meter hoher Obelisk.
Es besteht aus Steinblöcken, am Fuße des Denkmals befindet sich ein Stern, im mittleren Teil ein Metallwappen, oben die Inschrift „Ehre den Helden“.